# Molycorp Silmet
A Molycorp Silmet ércfeldolgozással és ritkaföldfémek előállításával foglalkozó vegyipari vállalat az Észtország keleti részén, Ida-Viru megyében található Sillamäe városban. A cég 2011-től az amerikai Molycorp vállalat tulajdonában van.